# David Hanson (homme politique)
David George Hanson (né le 5 juillet 1957) est un homme politique britannique du parti travailliste qui est député pour Delyn de 1992 jusqu'à 2019. Il est ministre d'État à la sécurité, à la lutte contre le terrorisme, au crime et aux services policiers de 2009 à 2010, ministre du Trésor fantôme de 2010 à 2011 et ministre d'État fantôme de l'Immigration de 2011 à 2015. Il est Ministre d'Etat au ministère de l'Intérieur depuis juillet 2024.

## Jeunesse et famille
Hanson est né à Liverpool, Lancashire, et est le fils de Brian Hanson, un conducteur de Chariot élévateur, et de Glenda Hanson, une commis aux dossiers du personnel, et a une sœur cadette, Helen. Il fait ses études à Roscoe Primary School à Liverpool, à Grange Primary School et à Verdin County Comprehensive School à Winsford, Cheshire, et à l'Université de Hull, où il obtient un BA en 1978 et un CertEd en 1980, tandis qu'à Hull, il est vice-président du syndicat des étudiants universitaires et membre du Hull University Labour Club.
Il commence sa carrière à la Cooperative Society en 1980 en tant que directeur stagiaire, devenant directeur à Plymouth en 1981. Il rejoint la Spastics Society, devenue Scope, en 1982. Il quitte la Société en 1989, lorsqu'il est nommé directeur de la Société pour la prévention de l'abus de solvants.
Il épouse Margaret Rose Mitchell, qui est également engagée en politique à Vale Royal. Elle est battue de justesse lors de l'élection partielle d'Eddisbury en 1999, la même circonscription où il s'est présenté en 1987. Ils ont un fils et trois filles.

## Carrière politique
Il est élu conseiller du Vale Royal Borough Council en 1983, devenant le groupe travailliste et chef du conseil en 1989 jusqu'en 1991, date à laquelle il s'est retiré pour se présenter à Delyn lors des élections de 1992. Il est également élu conseiller du conseil municipal de Northwich en 1987 et dirige le groupe travailliste en 1989 pendant un an, et quitte le conseil municipal en 1991.
Il se présente sans succès à Eddisbury aux élections générales de 1983 où il est battu par le député conservateur en place Alastair Goodlad de 14 846 voix. En 1984, il se présente à West Cheshire pour le Parlement européen, mais échoue à nouveau. Il se présente à Delyn au pays de Galles aux élections générales de 1987 mais est battu par le conservateur Keith Raffan par 1 224 voix. Il est élu lors des élections générales de 1992 lorsque, après la retraite de Raffan, il remporte le siège de Clwyd à Delyn par 2039 voix. Il prononce son premier discours le 6 mai 1992 

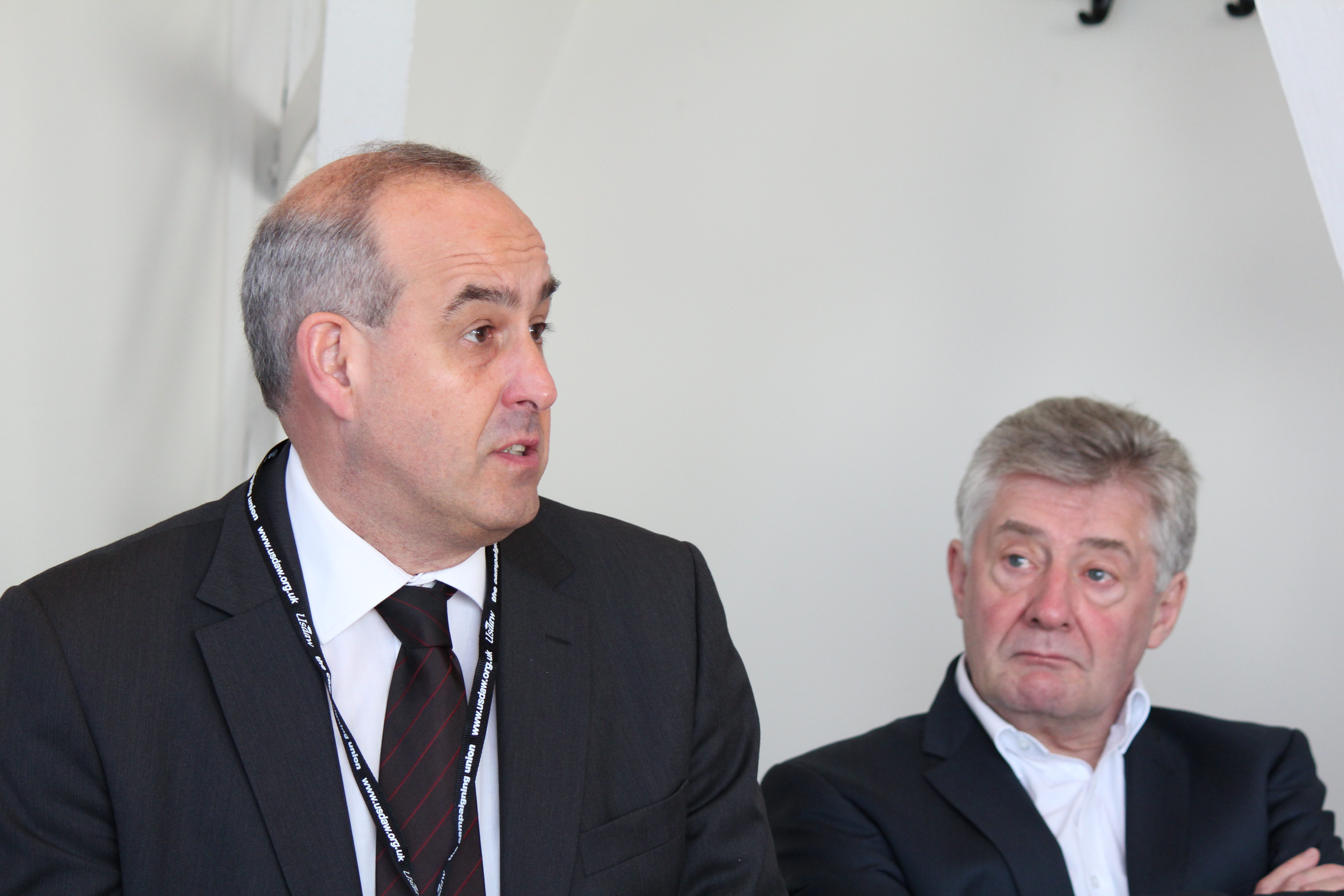
Hanson (à gauche) s'adressant à Policy Exchange en 2013

Au Parlement, il est membre du comité restreint des affaires galloises de 1992 jusqu'à ce qu'il rejoigne le comité des comptes publics en 1996. Il est devenu le Secrétaire parlementaire privé PPS du secrétaire en chef du Trésor Alistair Darling en 1997 et est devenu membre du gouvernement Tony Blair lors de son premier remaniement en 1998 lorsqu'il est nommé whip adjoint du gouvernement. Il est promu en 1999 lors de sa nomination en tant que sous-secrétaire d'État parlementaire au bureau du Pays de Galles. Après les élections générales de 2001, il est devenu le PPS du Premier ministre Tony Blair. Il est ministre d'État au Bureau pour l'Irlande du Nord de 2005 jusqu'au 8 mai 2007, date à laquelle l'Assemblée d'Irlande du Nord est rétablie après sa période de suspension. Il est ministre d'État du nouveau ministère de la Justice du 9 mai 2007 au 8 juin 2009. Le 21 février 2007,il est nommé au Conseil privé.
Il est ministre d'État à la sécurité, à la lutte contre le terrorisme, à la criminalité et aux services policiers au ministère de l'Intérieur du 8 juin 2009 jusqu'aux élections générales de 2010. Il a ensuite assumé ce rôle et, après les élections à la direction du Parti travailliste, est nommé ministre du Trésor fantôme.
En septembre 2011, il contribue au livre What Next for Labour? Idées pour une nouvelle génération, sa partie s'intitulait "What Awaits Labour in 2015?".
Il est nommé ministre d’État au ministère de l'Intérieur, dans le gouvernement Starmer, et est créé pair à vie le 19 juillet 2024.